# Frauenstetten
Frauenstetten ist ein Gemeindeteil von Buttenwiesen im schwäbischen Landkreis Dillingen an der Donau in Bayern. Er wurde am 1. Mai 1978 nach Buttenwiesen eingemeindet. Frauenstetten liegt zwei Kilometer südlich von Buttenwiesen rechts der Zusam.

## Geschichte
Das Pfarrdorf Frauenstetten hieß ursprünglich nur Stetten, es wurde als Ausbausiedlung von Ehingen bzw. Ortlfingen angelegt. Erstmals wurde 1352 der Name „Frauenstetten“ überliefert, der Name des Kirchenpatrons Unserer Lieben Frau wurde zum Ortsnamen hinzugefügt. Frauenstetten gehörte nahezu vollständig zur Herrschaft Hohenreichen, die zunächst den Herren von Reichen, um 1400 den Herren von Rechberg gehörte und danach an die Marschälle von Pappenheim zu Hohenreichen kam. 1568 wurde die Herrschaft Hohenreichen mit der Herrschaft Wertingen zusammengelegt. Nach dem Erlöschen des Geschlechts fiel die Herrschaft als reichsritterschaftliche Lehnsherrschaft im Kanton Donau des Ritterkreises Schwaben an Bayern zurück.

## Religionen

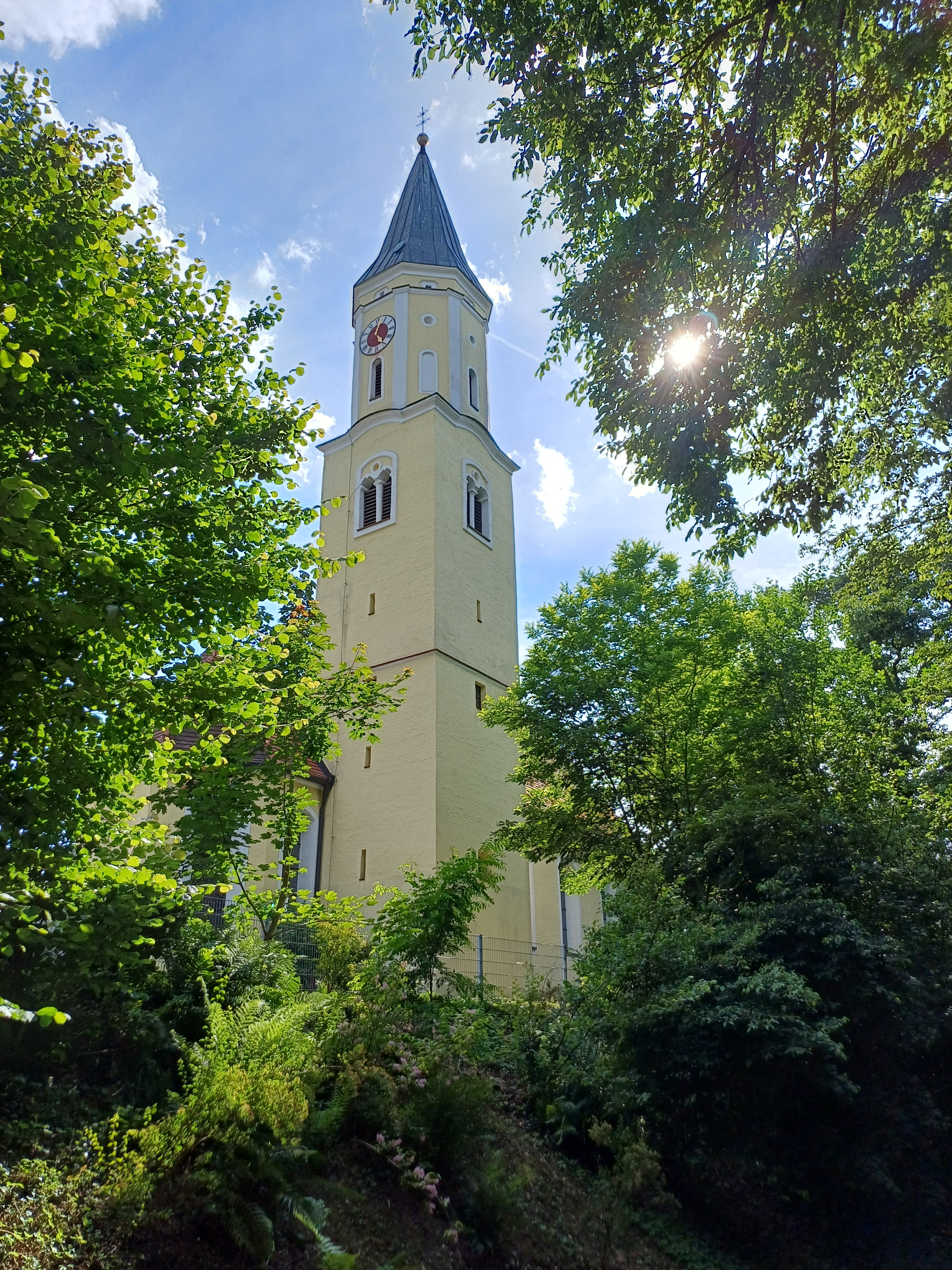
Pfarrkirche St. Anna

Die Pfarrkirche St. Anna in Frauenstetten ist 1352 erstmals bezeugt, sie kam 1399 von den Herren von Rechberg an das Kloster St. Moritz in Augsburg. Das ursprüngliche Marienpatrozinium wurde zu einem Annapatrozinium umgewandelt. Die Pfarrei Frauenstetten gehört zur Pfarreiengemeinschaft Buttenwiesen. Zur Pfarrei gehören auch noch Hinterried und die Untere Mühle/Kreuzmühle.
Der Ortsfriedhof an der Kirche wurde im Jahre 2014 im Friedhofsprojekt des Bayerischen Landesvereins für Familienkunde fotografiert. Über 300 Grabinschriften sind abrufbar.

## Baudenkmäler
Siehe: Liste der Baudenkmäler in Frauenstetten

## Bodendenkmäler
Siehe: Liste der Bodendenkmäler in Buttenwiesen